# 타라클리아
타라클리아(루마니아어: Taraclia, 불가리아어: Тараклия)는 몰도바 남동부에 위치한 도시로 타라클리아 구의 행정 중심지이며 높이는 76m, 인구는 14,900명(2012년 기준)이다.